# Adam Bar
Adam Bar (ur. 20 grudnia 1895 w Stanisławowie, zm. 29 marca 1955 w Krakowie) – polski historyk literatury, bibliograf, edytor, kustosz Biblioteki Jagiellońskiej.

## Życiorys
Od 1924 pracował w Bibliotece Jagiellońskiej, gdzie zainicjował fundamentalne prace dokumentacyjno-bibliograficzne. Przy udziale Władysława Tadeusza Wisłockiego i T. Godłowskiego opracował trzytomowy Słownik pseudonimów i kryptonimów pisarzy polskich oraz Polski dotyczących wydany w latach 1936–1938, który do 1950 pomnożył późniejszymi uzupełnieniami. Rozpoczął prace nad gromadzeniem materiałów do retrospektywnej bibliografii zawartości literackiej polskich czasopism i kontynuował je w latach 1948–1953 wraz z zespołem IBL PAN. Inne jego zbiory stały się podstawą Bibliografii filozofii polskiej za lata 1750–1864, wydanej w trzech tomach w latach 1955–1971; tom czwarty (dwa pierwsze zeszyty) opracował i wydał w 1994 A. Przymusiała wraz z zespołem. W 1924 opublikował studium Charakterystyka i źródła powieści Kraszewskiego w latach 1830–1850, a w 1930 zarys monograficzny Karol Miarka. Wydał również zbiór szkiców z epoki walki klasyków z romantykami Kumoszki na parnasie (1947) i opracował utwory Józefa Ignacego Kraszewskiego.

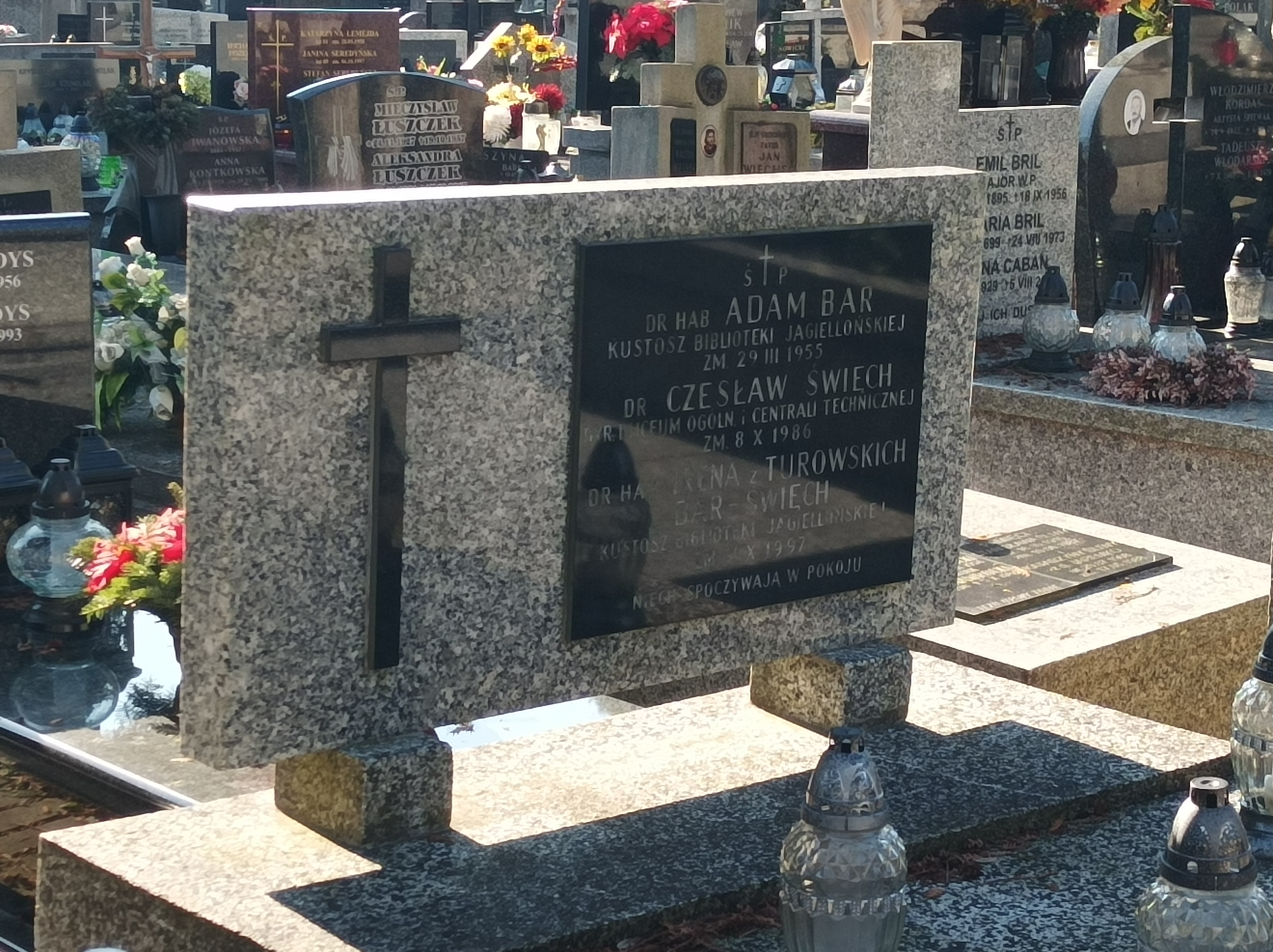
Grób Adama Bara na cmentarzu Salwatorskim w Krakowie

Współpracownik Polskiego Słownika Biograficznego (biogram: Kajetan Abgarowicz, t. 1, 1935).
Zmarł w Krakowie, pochowany 1 kwietnia 1955 na cmentarzu Salwatorskim (sektor SC9-1-14).

## Ordery i odznaczenia
- Krzyż Kawalerski Orderu Odrodzenia Polski (11 lipca 1946)[4]
- Srebrny Wawrzyn Akademicki (7 listopada 1936)[5]
- Medal 10-lecia Polski Ludowej (15 stycznia 1955)[6]